# Hamburský přístav
Hamburský přístav (německy Hamburger Hafen) je námořní přístav na Labi v Hamburku, vzdálený přibližně 110 kilometrů od ústí řeky do Severního moře. Historicky známý jako „německá brána do světa“, je Hamburk největším německým přístavem. Co do objemu kontejnerové přepravy je Hamburk třetí největší v Evropě (po rotterdamském a antverpském přístavu) - v roce 2021 prošlo přístavem 8 715 milionů TEU. Rozprostírá se především na dvou hlavních říčních ramenech Labe (Norderelbe a Süderelbe) v délce přes 30 km.

## Popis přístavu
Přístav Hamburk poskytuje zařízení pro manipulaci s nákladem, jeho skladování a distribuci. V přístavu se nachází rozsáhlý průmyslový komplex. Je to strategicky umístěný přístav, z kterého jsou kontejnery určené pro Německo i další evropské země zasílány dále vnitrozemskými plavidly, po železnici nebo kamiony. 
Přístav Hamburk je dobře vybaven pro překládku hromadného a kusového nákladu, uhlí a rud, ropy, zemědělských produktů, chemikálií, kontejnerů, aut, ovoce a chlazeného nákladu. Disponuje též prostory pro opravy, údržbu a odstavení lodí. Přístav není nikdy uzavřen kvůli ledu. Dokonce i v extrémně drsných zimách, kdy může být na řece plovoucí led, provoz námořních plavidel pokračuje bez přerušení.

## Fotogalerie

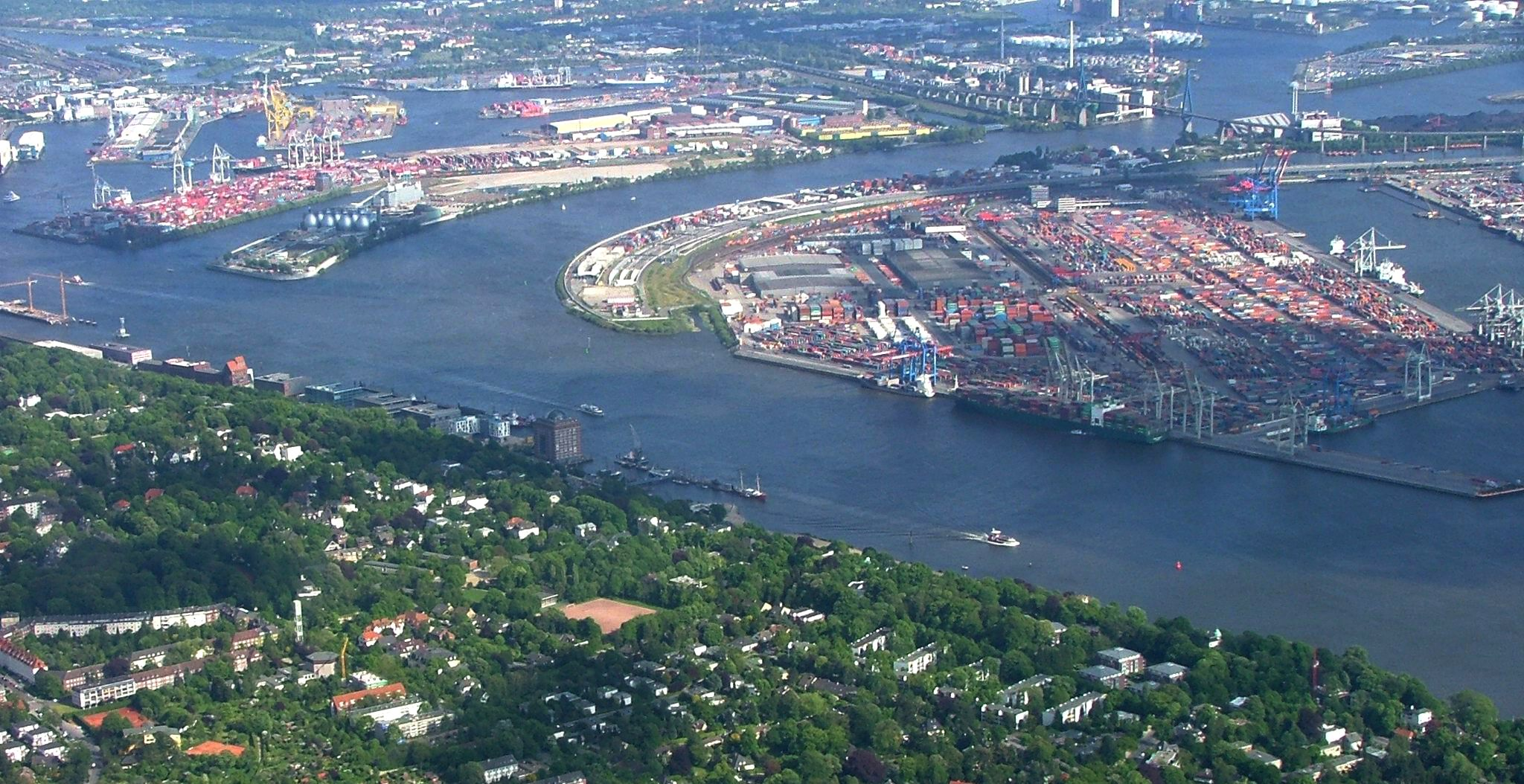
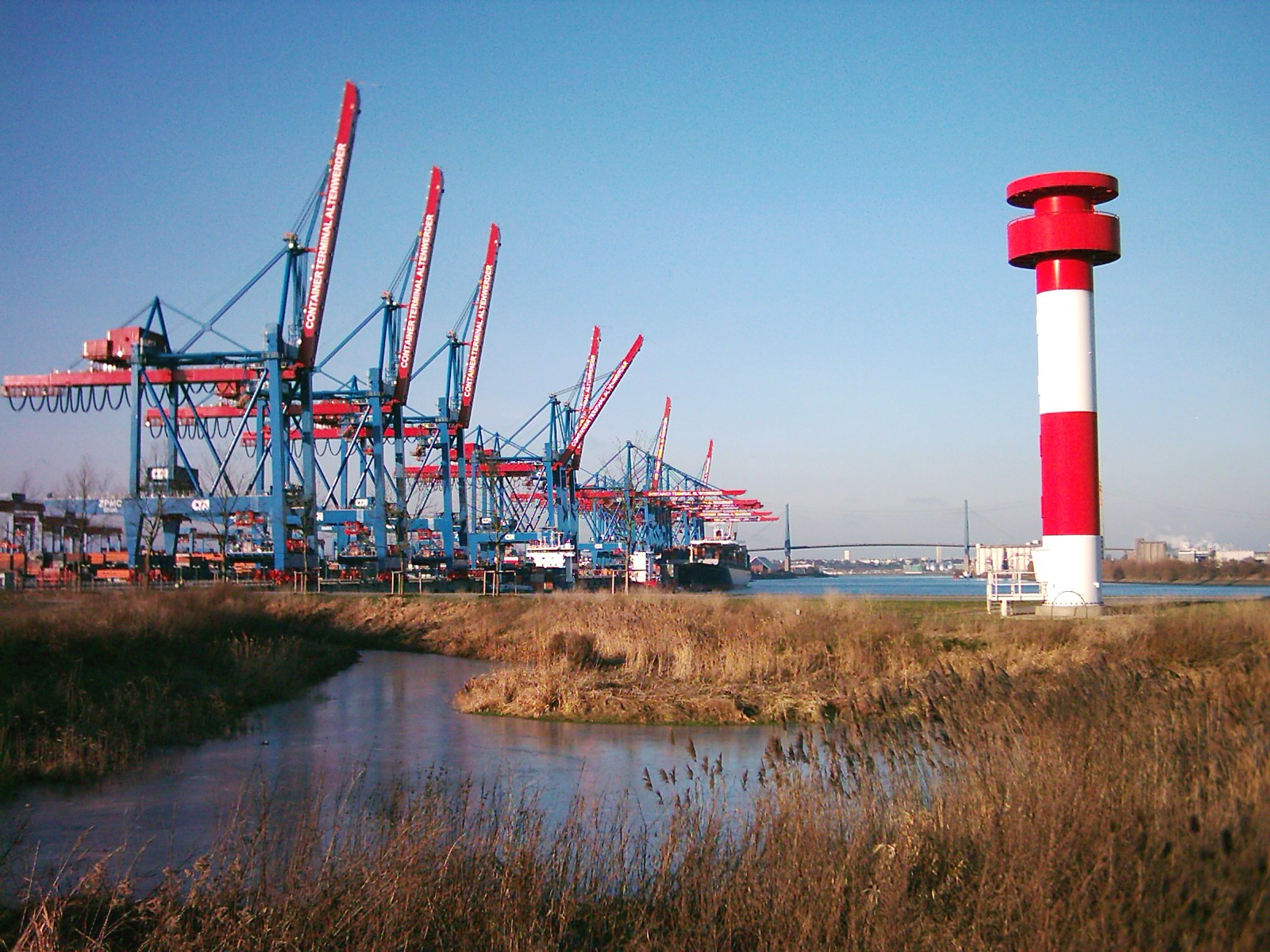
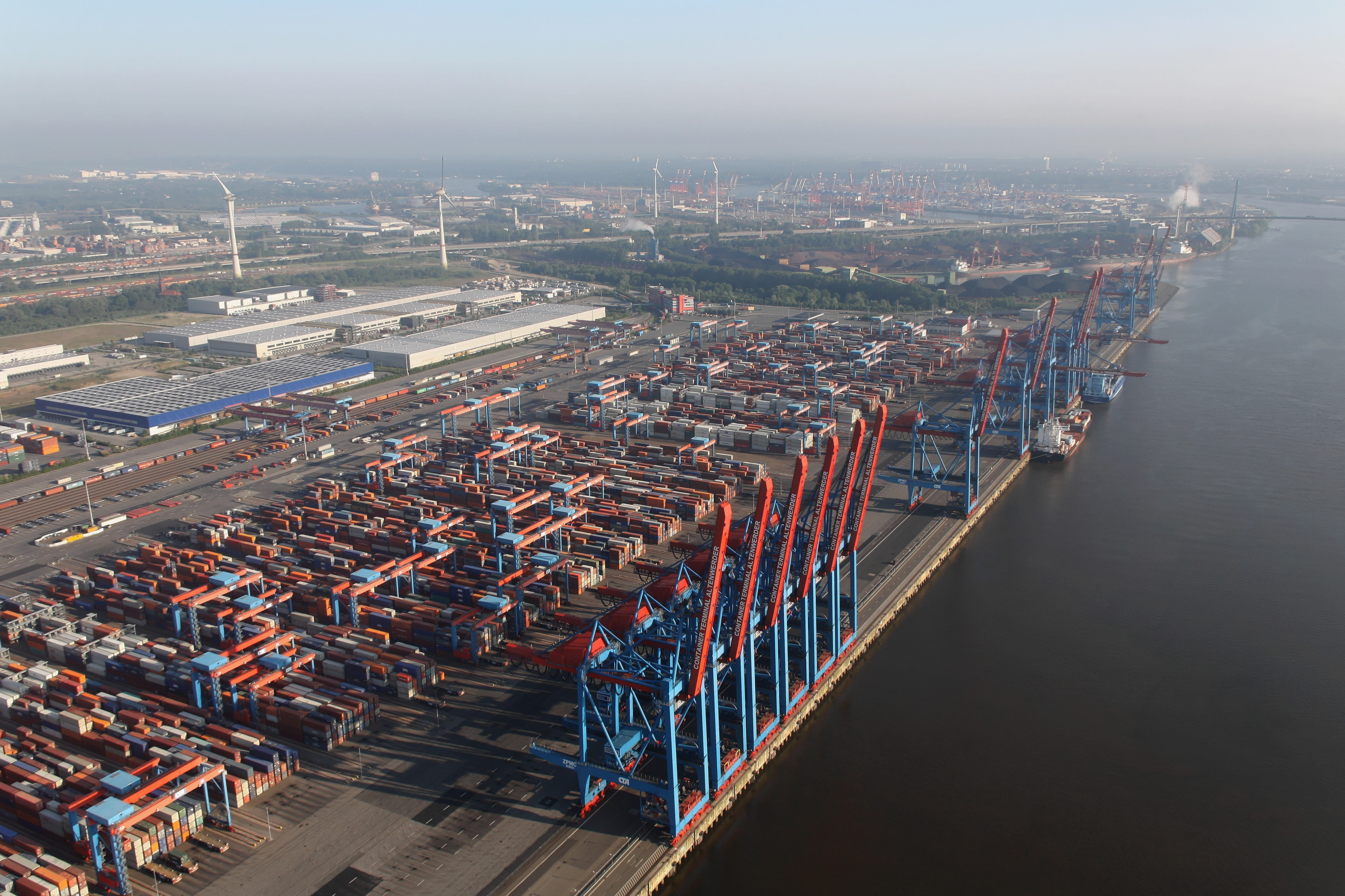
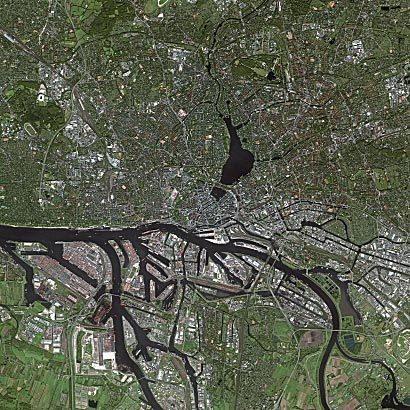

### Související hesla
- Speicherstadt a Kontorhausviertel - lokality světového dědictví UNESCO v Hamburku spojené s námořní historií města
- Moldauhafen - část přístavu v užívání Českou republikou
- Seznam největších přístavů kontejnerové námořní dopravy